# The Lincoln Project
The Lincoln Project is een Amerikaans politiek actiecomité dat eind 2019 werd opgericht door enkele leden en voormalige leden van de Republikeinse Partij. Het doel van het actiecomité is het verhinderen van de eventuele herverkiezing van de Republikeinse president Donald Trump bij de Amerikaanse presidentsverkiezingen van november 2020 en de verkiezing van hem gunstig gezinde senatoren. Dit doel is opmerkelijk, aangezien Republikeinen campagne voeren tegen de president van hun eigen partij. In april 2020 sprak het comité zijn steun uit voor de Democratische presidentskandidaat Joe Biden.
Het comité is vernoemd naar de Republikein Abraham Lincoln, de 16e president van de Verenigde Staten van 1861 tot 1865.